# Square Rooms
Square Rooms ist ein Popsong von Al Corley aus dem Jahr 1984, den er mit Harold Faltermeyer und Peter John Woods geschrieben hat.

## Geschichte
Nach zwei Staffeln im  Denver-Clan als homosexueller Sohn Steve Carrington und einem Besuch einer Oper kam Al Corley auf die Idee, sich als Sänger zu versuchen. So schrieb er mit Harold Faltermeyer und Peter John Woods seinen ersten Song Square Rooms.
Auf dem Plattencover stellte Corley die Stars nach, die im Gentlemen’s Quarterly abgebildet waren: Mit entsprechender Frisur, dunklem Blick und zerzausten Haaren. Er wurde vor allem in Frankreich durch Live-Auftritte populär. Doch laut dem Journalisten Elia Habib beruhte Corleys Erfolg nicht nur auf seiner physischen Erscheinung, sondern lag auch am tanzbaren Europop der Platte. Das zugehörige Musikvideo wurde in Paris gedreht.

## Chartplatzierungen
Square Rooms wurde weltweit am 9. September 1984 veröffentlicht, es wurde im März und April 1985 für fünf Wochen in Frankreich ein Nummer-eins-Hit.
In Deutschland (Platz 13), Österreich (Platz 15), Schweiz (Platz 6) und Italien (Platz 12) entwickelte sich der Song zu einem Top-15-Erfolg.
In den Vereinigten Staaten belegte Square Rooms in den Billboard Hot 100 Platz 80, und in den US-Dance-Charts erreichte es Platz 26.
| ChartsChartplatzierungen       | Höchstplatzierung | Wochen |
| ------------------------------ | ----------------- | ------ |
| Deutschland (GfK)              | 13 (17 Wo.)       | 17     |
| Österreich (Ö3)                | 15 (6 Wo.)        | 6      |
| Schweiz (IFPI)                 | 6 (10 Wo.)        | 10     |
| Vereinigte Staaten (Billboard) | 80 (5 Wo.)        | 5      |

## Coverversionen
- 1984: Jeanne Mas
- 1998: Heavenly
- 2005: Mickie Krause